# Стефано Такони
Стефано Такони (Перуђа, 13. мај 1957) бивши је италијански фудбалски голман, једини који је победио у свим међународним клупским такмичењима у Јувентусу. За репрезентацију Италије играо је као резерни голман иза Валтера Зенге, па је стекао надимак „Најбољи резервни голман на свету”. 
Био је члан репрезентације Италије са којом је учествовао на Летњим олимпијским играма 1988. године, Европском првенству у 1988. и на Светском првенству 1990. године. Неки га сматрају једним од најбољих голмана своје генерације и најбољим голманом Италије.

## Биографија
Такони је рођен 13. маја 1957. године у Перуђи. Након што је завршио професионалну фудбалску каријеру, која је трајала од 1972. до 1995. године, неколико пута покушао је да се бави политиком. Године 1999. био је на листи Националне алијансе Италије за европске парламентарне изборе, али није успео да добије место. Године 2005. покушао је да се кандидује за председника Ломбардије као кандидат Италијанског социјалног покрета, али није успео да добије довољан број гласача. Године 2006. у Милану се поново кандидовао за место градског одборника Национална алијансе подржавајући Летисију Морати за градоначелника, али добио је само 57 гласова и није изабран за функцију. 
Дана 13. маја 2011. године венчао се са дугогодишњом партнерком Лауром Сперанзом, са којом има четворо деце. У августу 2018. године прихватио је понуду аматерског клуба Аркута дел Тронто, да се врати на терен, као активни голман.

## Клупска каријера
Такони је каријеру започео у фудбалском клубу Сполето. Након тога, пошто је привукао интересовање својим одбрана, потписао је уговор са Интер Миланом, а кратко био члан Про Патрије и Ливорна, пре него што је потписао уговор са Самбендетесеом, 1979. године.  Потом је стигао до Серије А у клубу Авелињо, у сезони 1980/1981; тамо је остао три године, пре него што се 1983. године придружио италијанском клубу Јувентус као замена за Дина Зофа, који се пензионисао крајем претходне сезоне. Са Јувентусом, Такони је постигао велики домаћи и међународни успех, шошто је освојио два скудетија 1983. и 1986. године, Куп победника купова 1983/84., УЕФА суперкуп 1984. године, Лигу шампиона 1984/85. и Интерконтинентални куп исте године. Године 1990. са Јувентусом је освојио УЕФА Лигу Европу и у овом пероду Јувентус је био један од најбољих фудбалским тимова света, а Такони сматран за једног од најбољих голмана на свету.
После десет година играња за Јувентус, Такони је прешао у Ђенову 1992. године, а током исте сезоне клуб је испао из Серије А. Тако се од пензионисао 1994. године.

## Репрезентативна каријера
Упркос великим резултатима, Такони није успео да буде први голман репрезентације Италије због неколико добрих голмана као што су Валтер Зенга и Ђанлука Паљука. Такони је за репрезентацију играо на седам мечеве, углавном уместо Зенге. Прву утакмицу за репрезетацију Италије одиграо је 10. јуна 1987. године на мечу против репрезентације Аргентине, када је његов тим славио 3:1. Крајем осамдесетих година Дино Зоф је изабран за главног голмана репрезентације Италије до 23. године, која јје стигла до полуфинала на Олимпијским играма 1988. године у Сеулу, где је завршила на чевтом месту.
Такође је мењао Зенгу током Европског првенства 1988. године, где је Италија стигла до полуфинала, а на Светском првенсту 1990. године Италија је такмичење завршила на трећем месту, након полуфиналног пораза од Аргентине. Такони је за Италију играо између 1987. и 1991. године, све у пријатељским утакмицама, а постигао је два гола. Последњи меч за репрезентацију Италије одиграо је 13. фебруара 1991. године, против селекције Белгије, а резулат је завршен без голова.

## Стил игре
Иако није нарочито окретан, Такони је био моћан и атлетски грађен голман, који је био познат по доследности и способности заустављања јаких удараца. Гласно и командно присуство у циљу, био је познат и по свом вођству, темпераменту и снажном карактеру, а често је прозивао браниоце због својих грешака. Често је био самокритичан.

## Трофеји и титуле

### Клуб
Јувентус
- Серија А: 1983/1984, 1985/1986.
- Куп Италије: 1989/1990.
- УЕФА Лига шампиона: 1984/1985.
- Куп победника купова: 1983/1984.
- УЕФА Лига Европе: 1989/1990.
- УЕФА суперкуп: 1984.
- Интерконтинентални куп: 1985.
- Суперкуп Италије: другопласирани, 1990.

Италија
- Светско првенство:  трећепласирани, 1990

### Индивидуални
- Орден 5. степена Републике Италија: 1991.[20]
- Награда Гаетано Ширеа: 1993.[21]